# Ergens onderweg (single)
Ergens onderweg is een Nederlandstalige single van de Belgische band De Mens uit 2001.
Op de single staan de liedjes Ergens onderweg en Ober (een ander leven alstublieft).
Het liedje Ergens onderweg verscheen ook op hun album Liefde uit 2001.

## Meewerkende artiesten
- Producers:
- Dirk Jans
- Frank Vander linden

Muzikanten:
- Dirk Jans (drums, percussie, klavier, sampler, zang)
- Frank Vander linden (gitaar, mandoline, klavier, zang)
- Jeroen Ravesloot (klavier)
- Michel De Coster (basgitaar)
- Karel Steylaerts (cello)
- Steven De Bruyn (harmonica)